# ФК Алба Аудаче
Алба-Аудаче (итал. - Società Sportiva Alba-Audace) био је римски клуб из области Фламинио, основан 1907. Познат је по учешћу у раним формама италијанског шампионата, све до припајања фудбалском клубу Рома 1927. године. 
Клуб је основан 1907. под именом СД Алба (итал. - Società Sportiva Alba – спортско друштво Алба). У раним годинама одржавања италијанске лиге, само клубови са севера Италије добијали су шансу да учествују у такмичењу, па је Алба тек у сезони 1912/13 дебитовала у лиги. На крају сезоне 1925/26, фашистички режим је приморао клуб да припоји други римски фудбалски клуб, Аудаће Рому, али је Алба задржала своје традиционалне боје.
Клуб је 1945. поново формиран, и припојен фудбалском клубу Траставере Рома. Под именом Алба Траставере, овај клуб је учествовао у једној сезони Серије Б, након чега је престао да постоји.

## Успеси
Италијанско фудбалско првенство:
- Друго место: 1924/25; 1925/26